# Jade, Niedersachsen
Jade är en kommun i det nordvästtyska distriktet Wesermarsch i delstaten Niedersachsen. Kommunen har cirka 
6 000 invånare (2015).

## Geografi
Jade ligger mellan städerna Wilhelmshaven och Oldenburg, vid den tyska havsbukten Jadebusen. Området består mestadels av marskland. I Jade finns bland annat naturskyddsområdet Schwimmendes Moor.
Kommunen har fått sitt namn av vattendraget Jade som går genom kommunen.

## Orter i Jade kommun
Följande orter ingår i kommunen:
- Bollenhagen
- Diekmannshausen
- Jade
- Jaderaussendeich
- Jaderberg (kommunens huvudort)
- Wapelergroden, Wapelersiel
- Kreuzmoor
- Schweiburg
- Sehestedt, Augusthausen
- Rönnelmoor, Achtermeer
- Mentzhausen

## Historia
År 1415 byggde den dåvarande greven av Oldenburg en borg, Vry-Jade, som skydd mot friserna. Borgen förstördes redan 1423 av friserna. År 1480 angreps området av Hamburg i Hansans kamp mot sjörövare. Runt 1500 grundades de äldsta orterna i kommunen, Kreuzmoor och Bollenhagen.

## Näringsliv
Genom kommunen (vid huvudorten Jaderberg) går motorvägen A29. I Jaderberg finns bland annat en djurpark, den fjärde största i Tyskland.